# Pixinguinha
Alfredo da Rocha Vianna Filho (Rio de Janeiro, 1897. április 23. – uo., 1973. február 17.), művésznevén Pixinguinha (piʃĩˈɡiɲə) brazil zenész, zeneszerző; a hagyományos brazil choro zenei műfajának kiemelkedő művelője, számos híres sláger fűződik a nevéhez.
2000-ben születésnapját a choro nemzeti napjává nyilvánították.

## Életpályája
Középosztálybeli mulatt családban született. Mostohaapja fuvolán játszott és hagyományos brazil choro zenét gyűjtött, munkássága Pixinguinhára is hatással volt. Pixinguinha már gyermekkorában fuvolázni tanult, 1911-ben elkészítette első felvételeit, az évtized közepén pedig már ismert choro előadó volt, gyakran játszott helyi bárokban és színházakban. 1914-ben a riói karneválon játszott a João Pernambuco által vezetett Grupo de Caxangában, 1926-ban pedig a riói Rialto mozi zenekarát vezényelte.
Az 1920-as években az Os Oito Batutas együttest vezette, mely Európában is turnézott. A choro zene Pixinguinha munkássága által tett szert nemzeti és nemzetközi ismertségre. 1928-ban Ernesto Joaquim Maria dos Santos (művésznevén Donga) hegedűművésszel együtt megalapította az Orquestra Típica Pixinguinha-Donga zenekart és elkészítette egyik leghíresebb samba choroját, a Carinhosot. Ezt több más híres choro sláger követte, például Aguenta Seu Fulgêncio vagy Urubu e o gavião. 1931-ben a Grupo da Guarda Velhát vezette, mely a korabeli legnagyobb brazil zeneművészeket gyűjtötte egybe, és az Oito Batutas reinkarnációjának volt tekinthető.
Az 1930-as évek végén a choro kiment a divatból, Pixinguinha népszerűsége pedig lehanyatlott, eladósodott, alkoholista lett, kételkedni kezdett saját fuvolás tehetségében. 1946-ban szaxofonra váltott és Benedito Lacerda fuvolással új felvételeket készített, de az 1950-es évektől már csak nagyon ritkán adott elő.